# Salomon Camille Lopes-Dubec
Pour les articles homonymes, voir Lopes et Dubec.
Salomon Camille Lopes-Dubec est un homme politique français né le 23 mai 1808 à Bordeaux (Gironde) et mort le 11 décembre 1860 à Bordeaux (Gironde).

## Biographie
Fils de Benjamin Lopès-Dubec (1783-1851) négociant et adjoint au maire de Bordeaux, et petit-fils de Salomon Lopès-Dubec (1743-1835), premier président du consistoire israélite de Bordeaux, Salomon Camille Lopes-Dubec est avocat puis quitte le Barreau en 1835 pour reprendre la maison de commerce familiale. 
Juge au tribunal de commerce de 1841 à 1847, adjoint au maire de Bordeaux, il est député de la Gironde de 1849 à 1851, siégeant à droite avec les monarchistes-conservateurs.

### Sources
- « Salomon Camille Lopes-Dubec », dans Adolphe Robert et Gaston Cougny, Dictionnaire des parlementaires français, Edgar Bourloton, 1889-1891 [détail de l’édition]